# Cronton
Cronton är en civil parish i Storbritannien.   Den ligger i distriktet Knowsley i Merseyside i riksdelen England, i den centrala delen av landet, 270 km nordväst om huvudstaden London.